# مانويل روز
مانويل روز (بالإسبانية: Manolo Ruiz)‏ (3 ديسمبر 1962 بشريش في إسبانيا - ) هو مدرب كرة قدم ولاعب كرة قدم إسباني في مركز حراسة المرمى. شارك مع منتخب إسبانيا تحت 18 سنة لكرة القدم. أما مع النوادي، فقد لعب مع ديبورتيفو لاكورونيا وريال سرقسطة ونادي ألميريا ونادي خيريث ونادي ليفانتي ونادي مليلية وأتلتيكو سانلوكينو وDeportivo Aragón ‏ وUnión Estepona CF ‏.

## مسيرته الكروية
بعد لعب كرة القدم للشباب مع UD Melilla و Atlético Sanluqueño CF ، وقع مانويل مع Xerez CD في عام 1979 و بعد أربع سنوات ، انتقل إلى الدوري الأسباني مع ريال سرقسطة ، حيث ظهر لأول مرة في 4 ديسمبر 1983 في تعادل 0-0 خارج أرضه ضد برشلونة. [1]
خلال الأربع سنوات مع فريق أراغون ، لعب رويز فقط تسع مباريات في الدوري ومن ثم منعه أندوني سيدرين الذي أصبح فيما بعد لاعبًا أسطوريًا للنادي. في 1985–1986 ظهر بشكل بارز مع احتياطي سرقسطة في Segunda División ، في موسم نهاية الهبوط.

## وصلات خارجية
- مانويل روز على موقع قاعدة بيانات كرة القدم.إي يو (الإنجليزية)
- مانويل روز على موقع عالم كرة القدم.نت (الإنجليزية)